# Вијеће народа Републике Српске
Вијеће народа Републике Српске врши законодавну власт са Народном скупштином Републике Српске. Закони и други прописи које изгласа Народна скупштина, а који се тичу питања виталног националног интереса било којег од конститутивних народа ступају на снагу тек након усвајања у Вијећу народа.

## Историја
Изворним Уставом Српске Републике Босне и Херцеговине (1992) одређено је да уставотворну и законодавну власт остварује Народна скупштина. У њеном саставу се обезбјеђивала што сразмјернија национална заступљеност. И након потписивања Дејтонског мировног споразума (1995), када је Република Српска укључена као ентитет у састав Босне и Херцеговине, задржан је једнодомни републички парламент. Други ентитет, Федерација Босне и Херцеговине, имала је дводомни Парламент са Представничким домом и Домом народа.
Наметнутим уставним амандманом LXVII (2002) одређено је да су Срби, Бошњаци и Хрвати конститутивни народи у Републици Српској. Осталим наметнутим амандманима је основано Вијеће народа као орган законодавне власти, али не и као равноправни законодавни дом са Народном скупштином. За доношење закона, других прописа и општих аката и даље је потребна већина само у Народној скупштини. За Вијеће народа је прописана процедура за заштиту виталних интереса, идентична као што је тада прописана и за федерални Дом народа.

## Дјелокруг
Вијеће народа Републике Српске није равноправан дом са Народном скупштином Републике Српске већ је sui generis орган законодавне власти основан с циљем заштите виталних националних интереса конститутивних народа (Срба, Бошњака и Хрвата). Његов уставни положај је другачији у односу на федерални Дом народа који је равноправан дом са Представничким домом у оквиру Парламента Федерације Босне и Херцеговине.
Витални национални интереси конститутивних народа су дефинисани на сљедећи начин: остваривање права конститутивних народа да буду адекватно заступљени у законодавним, извршним и правосудним органима власти; идентитет једног конститутивног народа; уставни амандмани; организација органа јавне власти; једнака права конститутивних народа у процесу доношења одлука; образовање, вјероисповијест, језик, његовање културе, традиције и културно насљеђе; територијална организација; систем јавног информисања; и друга питања која би се третирала као питања од виталног националног уколико тако сматра 2/3 једног од клубова делегата конститутивних народа у Вијећу народа. Поступак заштите виталних националних интереса конститутивних народа дефинисан је Амандманом LXXXII који допуњава члан 70. Устава Републике Српске.
Када се одлучује о промјени Устава Републике Српске, уз двотрећинску већину у Народној скупштини, потребна је и већина у Вијећу народа из сваког конститутивног народа и Осталих.
Већина у Вијећу народа, уз већину у Народној скупштини, потребна је и када се бира предсједник и судије Уставног суда Републике Српске.

## Организација
Састав Вијећа народа је паритетан тако да сваки конститутивни народ (Срби, Бошњаци, Хрвати) има исти број делегата. Састоји се од 28 делегата, и то по осам делегата из сваког конститутивног народа и четири делегата из реда Осталих. Остали имају право да равноправно учествују у поступку већинског гласања.
Мандат делегата у Вијећу народа траје четири године. Делегате бирају одговарајући клубови народних посланика у Народној скупштини Републике Српске који се формирају само у ту сврху по националној припадности народних посланика. У случају да је број делегата који се бирају у један клуб у Вијећу народа већи од броја одговарајућих народних посланика, бира се додатни број посланика од стране ad hoc клуба који се у ту сврху успоставља из реда свих одборника припадника одговарајућег конститутивног народа или из реда Осталих.
Вијеће народа има једног предсједавајућег и три потпредсједавајућа, тако да по једна функција припада сваком конститутивном народу и Осталим. Радна тијела Вијећа народа су Административна комисија и Уставна и законодавно-правна комисија. Предсједништво Вијећа народа чине предсједавајући и потпредсједавајући. Секретар Вијећа народа учествује у раду Вијећа народа без права одлучивања. Колегијум Вијећа народа сачињавају: предсједавајући, три потпредсједавајућа, секретар и предсједници клубова делегата.

## Сазиви
- Први сазив Вијећа народа Републике Српске од 29. априла 2003. године до 04. децембра 2006. године
- Други сазив Вијећа народа Републике Српске од 04. децембра 2006. године до 23. децембра 2010. године
- Трећи сазив Вијећа народа Републике Српске од 23. децембра 2010. године до 27. децембра 2014. године
- Четврти сазив Вијећа народа Републике Српске од 27. децембра 2014. године до 12. децембра 2018. године
- Пети сазив Вијећа народа Републике Српске
- Шести сазив Вијећа народа Републике Српске